# Krzywa (Mazańcowice)
Krzywa – część wsi Mazańcowice w Polsce położona w województwie śląskim, w powiecie bielskim, w gminie Jasienica.